# Olayo Díaz Giménez
Olayo Díaz Giménez (Almadén, 1810-Murcia, abril de 1885) fue un físico, catedrático y médico español.

## Biografía
Nacido en Almadén (Ciudad Real) en 1810, cursó los estudios medios en el Real Colegio de la Asunción de Córdoba entre 1827 y 1830, donde nada más terminar, llegó a ejercer como regente de las cátedras de Latinidad, Física y Ética hasta 1832. Pasó después al Conservatorio de Artes de Física Experimental de Madrid y al Museo de Ciencias Naturales, en el que se matriculó de Botánica y Agricultura. En 1833 ingresó en el Colegio Nacional de Medicina y Cirugía de San Carlos, donde obtuvo el grado de licenciado en 1840. De su hacer como médico destaca el logro de la Cruz de Epidemias, por la labor desarrollada en la localidad segoviana de Villaverde de Íscar durante la epidemia de cólera de 1854.
Inició su labor docente en 1842 al ser nombrado catedrático interno de Geografía e Historia en el instituto de Lérida. Allí se ocupó de los cargos de secretario y vicedirector y se responsabilizó del traslado a dicho centro de libros y material científico de la suprimida Universidad de Cervera. Obtuvo por oposición en 1843 plaza de ayudante-profesor en el Colegio de Medicina y Cirugía de San Carlos, pero pronto volvió a la enseñanza secundaria, al ser nombrado en 1844 catedrático interino de Geografía e Historia y Física y Química en el instituto de Cuenca. Se mantuvo en dicho centro hasta 1846, cuando «por desavenencias con el jefe político de la provincia» fue separado del servicio. Ganó por fin oposiciones a catedrático titular de Física y Química en 1846, siendo destinado al Instituto Provincial de Pontevedra al año siguiente. En 1851 obtuvo premio de mérito dentro del escalafón de catedráticos.
En el centro gallego ocupó el cargo de director. Junto a su asignatura de Física y Química, impartió también Historia Política entre 1847 y 1848 e Historia Natural entre 1848 y 1849; a consecuencia de esto último, hubo de ocupar plaza de vocal en la Junta de Agricultura de la provincia. En 1849 recibió el grado de regente de Historia Natural en la Universidad de Santiago de Compostela. A petición propia, fue trasladado con posterioridad a los Institutos de Segovia en 1850 y Murcia en 1862. Este último cambio, motivado por circunstancias familiares, le fue sugerido por el propio director del instituto murciano y amigo personal suyo, Ángel Guirao Navarro.
Olayo Díaz fue corresponsal de la Academia de Ciencias y socio numerario de las sociedades económicas de amigos del país de Lérida, Cuenca y Murcia. También desempeñó un destacado papel en la Universidad Libre de Murcia entre 1869 y 1874, donde fue nombrado decano de la Facultad de Ciencias e impartió, en los niveles de bachillerato y licenciatura, la disciplina llamada Ampliación de Física Experimental. Fue en esta misma universidad donde obtuvo en 1872 la licenciatura en ciencias físico-químicas. Meses antes, dictó allí la lección inaugural sobre el tema «Origen y progreso de la filotecnia».
En el ámbito ideológico, Díaz fue un republicano federalista convencido, aunque no hay constancia de que desempeñase un papel especialmente activo en los ambientes políticos locales. Además de sus frecuentes colaboraciones en la prensa, presidió durante algunos años la sección de ciencias de la agrupación cultural progresista «El Liceo», intento de alternativa a una sociedad económica de amigos del país ya alicaída por esos años. Cuando acaeció su fallecimiento, a primeros de abril de 1885, se hizo eco del mismo El Diario de Murcia, que publicó un obituario en el que se hace énfasis en el hecho de que murió reconciliado con la iglesia y se da noticia de que durante el acto civil realizado tras el funeral intervino, como único orador, el dirigente cantonal Antonete Gálvez. A modo de homenaje póstumo, el citado diario editó un suplemento especial, reproduciendo un discurso inédito de Olayo con motivo de la conmemoración en el Casino del centenario de Saavedra Fajardo.